# Antarctothoa bougainvillei
Antarctothoa bougainvillei är en mossdjursart som först beskrevs av d'Orbigny 1842.  Antarctothoa bougainvillei ingår i släktet Antarctothoa och familjen Hippothoidae. Inga underarter finns listade i Catalogue of Life.